# Survivor (album)
Survivor este al treilea album de studio al formației americane Destiny's Child. A fost lansat de Columbia Records pe 1 mai 2001, în Statele Unite.
În SUA albumul a debutat pe 19 mai 2001 pe poziția nr. 1 în topul Billboard 200 și a adus formației trei nominalizări la Grammy. Survivor a primit cvadruplu disc de platină de la RIAA pe 7 ianuarie 2002. Revista Billboard a clasat albumul pe locul 70 în Top 200 albume ale deceniului.

## Lista pieselor

### Ediția pentru SUA
| Nr. | Titlu                                                 | Autor(i)                                                          | Producător(i)                                                       | Lungime |  |
| 1.  | „Independent Women”                                   | B. Knowles, S. Barnes, C. Rooney, J. C. Olivier                   | Beyoncé Knowles, Poke and Tone, Cory Rooney                         | 3:42    |  |
| 2.  | „Survivor” (includes "Bootylicious" prelude)          | B. Knowles, A. Dent, M. Knowles                                   | Beyoncé Knowles, Anthony Dent                                       | 4:14    |  |
| 3.  | „Bootylicious”                                        | B. Knowles, R. Fusari, F. Moore, S. Nicks                         | Beyoncé Knowles, Rob Fusari, Falonte Moore                          | 3:28    |  |
| 4.  | „Nasty Girl”                                          | B. Knowles, A. Dent, M. Bassi N. Hacket                           | Beyoncé Knowles, Anthony Dent                                       | 4:18    |  |
| 5.  | „Fancy”                                               | B. Knowles, D. Wiggins, J. Rotem                                  | Beyoncé Knowles, Dwayne Wiggins                                     | 4:13    |  |
| 6.  | „Apple Pie à la Mode”                                 | B. Knowles, R. Fusari, F. Moore                                   | Beyoncé Knowles, Rob Fusari, Falonte Moore                          | 2:59    |  |
| 7.  | „Sexy Daddy”                                          | B. Knowles, D. Elliott                                            | Beyoncé Knowles, Damon Elliott                                      | 4:07    |  |
| 8.  | „Independent Women Part II”                           | B. Knowles, R. Stewart, E. Seats, F. Comstock, D. Donaldson       |                                                                     | 3:46    |  |
| 9.  | „Happy Face” (includes "Emotion" prelude)             | B. Knowles, R. Fusari, C. Gaines, B. Lee, F. Moore                | Beyoncé Knowles, Rob Fusari, Calvin Gaines, Bill Lee, Falonte Moore | 4:20    |  |
| 10. | „Emotion”                                             | B. Gibb, R. Gibb                                                  | Beyoncé Knowles, Mark J. Feist, Matthew Knowles                     | 3:56    |  |
| 11. | „Dangerously in Love”                                 | B. Knowles, E. McCalla Jr                                         | Beyoncé Knowles, Errol "Poppi" McCalla Jr.                          | 4:53    |  |
| 12. | „Brown Eyes” (includes "The Story of Beauty" prelude) | B. Knowles, W. Afanasieff                                         | Beyoncé Knowles                                                     | 4:36    |  |
| 13. | „The Story of Beauty”                                 | B. Knowles, K. Fambro                                             | Beyoncé Knowles, Ken "K-Fam" Fambro                                 | 3:32    |  |
| 14. | „Gospel Medley” (Dedicated to Andretta Tillman)       | B. Knowles, K. Franklin, R. Smallwood                             | Beyoncé Knowles                                                     | 3:25    |  |
| 15. | „Outro (DC-3) Thank You”                              | B. Knowles, K. Rowland, M. Williams, R. Fusari, B. Lee, C. Gaines | Beyoncé Knowles, Rob Fusari, Bill Lee, Calvin Gaines                | 4:03    |  |

### Ediția internațională
Cat. number: Europe COL 501783 2, Australia 501703 2
| Nr. | Titlu                                                               | Autor(i)                                                          | Producător(i)                                                       | Lungime |  |
| 1.  | „Independent Women Part I”                                          | B. Knowles, S. Barnes, C. Rooney, J. C. Olivie                    | Beyoncé Knowles, Poke and Tone, Cory Rooney                         | 3:42    |  |
| 2.  | „Survivor” (includes "Bootylicious" prelude)                        | B. Knowles, A. Dent, M. Knowles                                   | Beyoncé Knowles, Anthony Dent                                       | 4:14    |  |
| 3.  | „Bootylicious”                                                      | B. Knowles, R. Fusari, F. Moore, S. Nicks                         | Beyoncé Knowles, Rob Fusari, Falonte Moore                          | 3:28    |  |
| 4.  | „Nasty Girl”                                                        | B. Knowles, A. Dent, M. Bassi N. Hacket                           | Beyoncé Knowles, Anthony Dent                                       | 4:18    |  |
| 5.  | „Fancy”                                                             | B. Knowles, D. Wiggins, J. Rotem                                  | Beyoncé Knowles, Dwayne Wiggins                                     | 4:13    |  |
| 6.  | „Apple Pie à la Mode”                                               | B. Knowles, R. Fusari, F. Moore                                   | Beyoncé Knowles, Rob Fusari, Falonte Moore                          | 2:59    |  |
| 7.  | „Sexy Daddy”                                                        | B. Knowles, D. Elliott                                            | Beyoncé Knowles, Damon Elliott                                      | 4:07    |  |
| 8.  | „Perfect Man”                                                       | B. Knowles, R. Stewart, E. Seats                                  | Rapture Stewart, Eric Seats                                         | 3:41    |  |
| 9.  | „Independent Women Part II”                                         | B. Knowles, R. Stewart, E. Seats, F. Comstock, D. Donaldson       |                                                                     | 3:46    |  |
| 10. | „Happy Face”                                                        | R. Fusari, C. Gaines, B. Knowles, B. Lee, F. Moore                | Beyoncé Knowles, Rob Fusari, Calvin Gaines, Bill Lee, Falonte Moore | 4:20    |  |
| 11. | „Dance With Me”                                                     | B. Knowles, C. Schack, K. Karlin                                  | Beyoncé Knowles, Soulshock & Karlin                                 | 3:43    |  |
| 12. | „My Heart Still Beats” (feat. Beyoncé) (includes "Emotion" prelude) | B. Knowles, W. Afanasieff                                         | Walter Afanasieff, Beyoncé Knowles                                  | 4:08    |  |
| 13. | „Emotion”                                                           | B. Gibb, R. Gibb                                                  | Beyoncé Knowles, Mark Feist, Matthew Knowles                        | 3:56    |  |
| 14. | „Brown Eyes”                                                        | B. Knowles, W. Afanasieff                                         | Walter Afanasieff, Beyoncé Knowles                                  | 3:25    |  |
| 15. | „Dangerously in Love” (includes "The Story of Beauty" prelude)      | B. Knowles, E, McCalla Jr                                         | Beyoncé Knowles, Errol "Poppi" McCalla Jr.                          | 4:53    |  |
| 16. | „The Story of Beauty”                                               | B. Knowles, K. Fambro                                             | Beyoncé Knowles, Ken "K-Fam" Fambro                                 | 3:32    |  |
| 17. | „Gospel Medley” (Dedicated to Andretta Tillman)                     | B. Knowles, K. Franklin, R. Smallwood                             | Beyoncé Knowles                                                     | 3:25    |  |
| 18. | „Outro (DC-3) Thank You”                                            | B. Knowles, K. Rowland, M. Williams, R. Fusari, B. Lee, C. Gaines | Beyoncé Knowles, Rob Fusari, Bill Lee, Calvin Gaines                | 4:03    |  |

## Certificări
| Regiune | Certificări | Vânzări    |
| --- | ----------- | ---------- |
| Australia (ARIA) | 2× Platină  | 140.000^   |
| Austria (IFPI Austria) | Platină     | 40,000x    |
| Brazilia (ABPD) | Aur         | 50.000*    |
| Belgia (BEA) | Platină     | 50.000*    |
| Canada (Music Canada) | 4× Platină  | 400.000^   |
| Danemarca (IFPI Denmark) | Platină     | 50.000^    |
| Finlanda (Musiikkituottajat) | Platină     | 34,121     |
| Franța (SNEP) | 2× Aur      | 228,900    |
| Germania (BVMI) | Platină     | 300.000^   |
| Japonia (RIAJ) | Platină     | 200.000^   |
| Olanda (NVPI) | 2× Platină  | 160.000^   |
| Noua Zeelandă (RMNZ) | 2× Platină  | 30.000^    |
| Norvegia (IFPI Norway) | Platină     | 50.000*    |
| Polonia (ZPAV) | Aur         | 50.000*    |
| Suedia (GLF) | Platină     | 80.000^    |
| Elveția (IFPI Switzerland) | Platină     | 40.000x    |
| Regatul Unit (BPI) | 3× Platină  | 1,000,000  |
| Statele Unite (RIAA) | 4× Platină  | 4,739,000^ |
| Sumar |             |            |
| Europa (IFPI) | 2× Platină  | 2.000.000* |
| *cifrele de vânzări sunt bazate pe un singur certificat ^cifrele cargo sunt bazate pe un singur certificat xcifrele nespecificate sunt bazate pe un singur certificat |             |            |